# Béatrice Uria-Monzon
Béatrice Uria-Monzon est une artiste lyrique mezzo-soprano française née le 28 décembre 1963 à Agen (Lot-et-Garonne) et morte le 19 juillet 2025 à Saint-Hilaire-de-Lusignan (Lot-et-Garonne).

## Biographie

### Enfance et formation
Fille du peintre espagnol Antonio Uria-Monzon, Béatrice Uria-Monzon naît le 28 décembre 1963 à Agen,.
Elle suit ses études au collège Joseph-Chaumié, au lycée Bernard-Palissy d'Agen (elle y rencontre Michel Fau et Eric Perez) et au lycée catholique Saint-Jean de Lectoure (Gers) où elle est initiée au chant dans la chorale du lycée animée par Roland Fornerod. Elle part ensuite à l'université de Bordeaux. Elle entre au Conservatoire national de musique de Bordeaux, puis intègre le Centre national d'insertion professionnelle des artistes lyriques de Marseille, et l'École d'art lyrique de l'Opéra de Paris,.

### Carrière
Béatrice Uria-Monzon commence sa carrière de chanteuse lyrique en 1986, en tant que mezzo-soprano. Sa première apparition scénique est dans le rôle du pâtre, dans Tannhäuser aux Chorégies d'Orange, le 12 juillet 1986.
En 1989, elle est Chérubin dans Les Noces de Figaro de Mozart à l'Opéra de Nancy et de Lorraine.
Elle est connue pour avoir interprété à de nombreuses reprises le rôle-titre de Carmen de Bizet, qu'elle a interprété à l'Opéra Bastille en 1993 et 1994, puis à nouveau en 1997, 1998, 1999, et sur les plus importantes scènes du monde durant la même période (1994 : Grand Théâtre de Bordeaux et au Teatro Colón à Buenos Aires ; 1995 : Opéra royal de Wallonie ; 1996 : Teatro Massimo de Palerme, Teatro Regio ; 1997 : Capitole de Toulouse ; 1998 : Chorégies d'Orange, Opéra de Vienne, Metropolitan Opera de New York), Houston, à la Fenice de Venise. En 2007, elle estimait que le rôle "lui colle à la peau" et souhaitait s'en éloigner un peu. 
Elle a également tenu le rôle-titre de Béatrice dans Béatrice et Bénédict de Berlioz au Capitole de Toulouse, au Grand Théâtre de Bordeaux  à l'Opéra de Nancy et Lorraine, au Grand-Théâtre de Tours en 2000.
Elle a également interprété le répertoire français et italien : de Massenet, Charlotte dans Werther, Hérodiade (rôle titre), Dulcinée dans Don Quichotte à l'opéra de Paris, Chimène dans Le Cid (aux côtés de Roberto Alagna), Anita dans La Navarraise ; de Berlioz : Cassandre et Didon dans Les Troyens, Béatrice dans Béatrice et Bénédict, Marguerite dans La Damnation de Faust ; d'Ambroise Thomas : Gertrude dans Hamlet, Mignon (rôle titre) ; Poulenc : Mère Marie dans Dialogues des carmélites ; Saint-Saëns : Dalila dans Samson et Dalila, Offenbach : Giulietta dans Les Contes d'Hoffmann ; répertoire italien : Bellini : Adalgisa dans Norma, Donizetti : Sarah dans Roberto Devereux, Eleonore dans La favorite (version française et italienne) ; Verdi : Fenena dans Nabucco, Amnéris dans Aïda, Eboli dans Don Carlos (version française et italienne), au Staatsoper de Vienne, teatro Colon de Buenos Aires, au Covent Garden de Londres, Lady MacBeth dans Macbeth à Bruxelles puis Toulouse ; Mascagni : Santuzza dans Cavalleria rusticana ; Adriana Lecouvreur de Cilea, La Gioconda de Ponchielli, et aussi Wagner avec le rôle de Vénus dans Tannhauser ainsi que Judith dans Le Château de Barbe-Bleue de Bartók, en langue hongroise.
En 2012, elle se produit dans Tosca de Puccini à Avignon, puis en 2014 à l'opéra de Paris Bastille et en 2015 à la Scala de Milan.

### Mort
Béatrice Uria-Monzon meurt d'une longue maladie, le 19 juillet 2025 dans la maison familiale de Lusignan-Grand à l'âge de 61 ans,,,.

## Œuvres

### Discographie

#### Intégrales d'opéra
- Georges Bizet, Carmen (Carmen), Orchestre national Bordeaux Aquitaine, dir. Alain Lombard, Naïve
- Hector Berlioz, La Damnation de Faust, The Israël Philharmonic Orchestra, Transylvania State Philharmonic Choir, Gary Bertini, Hellicon
- Jules Massenet, Werther (Charlotte), Orchestre national de Lille, dir. Jean-Claude Casadesus, Naxos
- Serge Prokofiev, L'Amour des trois oranges (Sméraldine), orchestre de l'Opéra de Lyon, dir. Kent Nagano, Virgin Classics
- Édouard Lalo, Fiesque (Julie), Orchestre national de Montpellier Languedoc-Roussillon, dir. Alain Altinoglu, Deutsche Grammophon[12]

#### Autres œuvres vocales
- Hector Berlioz, Cantates, La Mort de Cléopâtre, Orchestre national de Lille, dir. Jean-Claude Casadesus, Naxos
- Maurice Ravel, Cantates pour le prix de Rome, Alcyone, orchestre du Capitole de Toulouse, dir. Michel Plasson, EMI

#### Récital
- Béatrice Uria-Monzon : Assoluta, Orchestra della Fondazione Teatro Lirico Giuseppe Verdi di Trieste, dir. Fabrizio Maria Carminati, Aparté (AP 221), 2021[13]

### Vidéographie
- Jacques Offenbach, Les Contes d'Hoffmann (Giulietta), orchestre de l'Opéra national de Paris, dir. Jesus Lopez-Cobos, TDK[14]
- Serge Prokofiev, L'Amour des trois oranges (Fata Morgana), orchestre de l'Opéra national de Paris, dir. Sylvain Cambreling, TDK
- Serge Prokofiev, L'Amour des trois oranges (Sméraldine), orchestre de l'Opéra de Lyon, dir. Kent Nagano, Arthaus[15]
- Ambroise Thomas, Hamlet (Gertrude), orchestre du Grand théâtre du Liceu, dir. Bertrand de Billy, EMI[16]
- Georges Bizet, Carmen (Carmen), orchestre du Grand théâtre du Liceu, dir. Marc Piollet, C Major[17]
- Richard Wagner, Tannhäuser (Vénus), avec Peter Seiffert (Tannhäuser) et Petra Maria Schnitzer (Élisabeth), orchestre symphonique du Grand théâtre du Liceu, dir. Sebastian Weigle, C Major (DVD et Blu-ray)[18].

## Distinctions

### Décorations
- 2009 :  Chevalière de la Légion d'honneur[19]
- 2018 :  Officière de l'ordre national du Mérite[20] ; 2006 : chevalière[21]
- 2021 :  Commandeure de l'ordre des Arts et des Lettres[22]

### Hommage
- (31349) Uria-Monzon, astéroïde de la ceinture principale nommé d'après la mezzo-soprano.